# یومورتاتپه (بتلیس)
یومورتاتپه (به ترکی استانبولی: Yumurtatepe) (به کردی: Popoşîn) یک منطقهٔ مسکونی در ترکیه است که در بیتلیس واقع شده‌است. یومورتاتپه ۳۴۹ نفر جمعیت دارد.